# Aerotonon

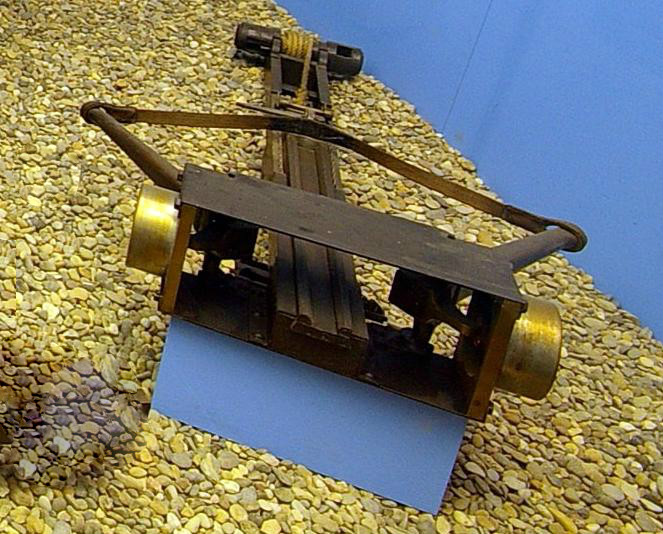
Aerotonon (rekonstrukcja)

Aerotonon (gr. καταπάλτης λιθοβόλος ἀερότονος katapéltis lithobólos aerótonos od aero – powietrze i tonos – ton, określony dźwięk) – grecka katapulta pneumatyczna wynaleziona w III wieku p.n.e. przez Ktesibiosa z Aleksandrii.                        
Antyczna neurobalistyczna machina wojenna, miotająca pociski po torze płaskim, była odmianą balisty nowatorsko wykorzystującą energię sprężonego powietrza. Ktesibios Aleksandryjczyk był pomysłodawcą i konstruktorem tego urządzenia powstałego około 290 p.n.e., a opisanego 30 lat po jego śmierci przez Filona z Bizancjum w traktacie Mechanike syntaksis. Aerotonon był właściwie rodzajem udoskonalonej wielkiej kuszy (euthytonon), w której rolę elastycznych wiązek (zwykle lin konopnych albo jelit baranich) nadających energię miotającą, zastąpiono działaniem sprężonego powietrza.
Drążki ramion łuku zamocowanych obrotowo do metalowych tłoków osadzonych w szczelnych metalowych cylindrach, podczas napinania cięciwy wtłaczały powietrze, sprężając je w cylindrach. Zwolnienie cięciwy powodowało ruch drążków spowodowany rozprężaniem powietrza i wypychaniem przez nie tłoków na zewnątrz, skutkujący wyrzuceniem pocisku.
Nieznany jest sposób, w jaki osiągnięto szczelność cylindrów wraz z zapewnieniem dostatecznego ciśnienia. Model odtworzony dla muzeum rzymskiej fortecy Saalburg koło Homburga miał zadziałać dopiero po podłączeniu sprężarki.
Filon z Bizancjum opisał podobne urządzenie nazwane chalkotonon (χαλκοτόνον), w którym sprężone powietrze i tłoki zastąpiono karbowanymi blaszkami z brązu, lecz okazało się ono nietrwałe w działaniu wskutek szybkiego ich rozciągania się wraz z utratą elastyczności.
Maszynami poruszanymi działaniem sprężonego powietrza zajmował się także Archimedes, który usiłował skonstruować armatę parową.